# Altura (Castro Marim)
Altura é uma povoação portuguesa sede da Freguesia de Altura do Município de Castro Marim, freguesia com 11,1 km² de área e 2106 habitantes (censo de 2021), tendo, por isso, uma densidade populacional de 189,7 hab./km², o que lhe permite ser classificada como uma Área de Baixa Densidade (portaria 1467-A/2001)..

## História
Foi oficialmente criada em 11 de junho de 1993, por desmembramento da Freguesia de Castro Marim. A freguesia foi criada pela Lei nº 17-E/93 , de 11 de Junho.

## Geografia
Compreende uma parte do litoral do Município de Castro Marim, de que faz parte a Praia da Alagoa, a qual se integra na Baía de Monte Gordo.
A povoação que hoje se designa como Altura compreende duas zonas contíguas: uma mais setentrional, junto da Estrada Nacional 125 (Altura propriamente dita), e outra à ilharga da praia, denominada praia da Alagoa.
Há cerca de quatro décadas toda a região que atualmente corresponde à povoação de Alagoa/Altura consistia em algumas explorações agrícolas e casas de pescadores. A região adjacente ao cordão dunar era formada por uma extensa zona húmida e por uma pequena lagoa litoral, da qual existem referências no século XIX, na Monografia de Vila Real de Santo António (obra de Ataíde Oliveira), ao passo que nas cotas mais elevadas predominavam os terrenos agrícolas dedicados à agricultura de sequeiro e à produção de citrinos. Contudo, o desenvolvimento urbanístico das últimas décadas converteu esta localidade algarvia numa das principais estâncias balneares do Algarve.

## Demografia
A população registada nos censos foi:
| Ano  | 0-14 Anos | 15-24 Anos | 25-64 Anos | > 65 Anos |
| 2001 | 306       | 241        | 1060       | 313       |
| 2011 | 306       | 228        | 1218       | 443       |
| 2021 | 214       | 208        | 1058       | 626       |